# Коронавірусна хвороба 2019 на Фіджі
Епідемія коронавірусної хвороби 2019 на Фіджі — це поширення пандемії коронавірусної хвороби 2019 на територію Фіджі. Перший випадок хвороби в країні зареєстрований 19 березня 2020 року в місті Лаутока. Станом на 3 січня 2022 року в країні було загалом 55009 випадків хвороби, з яких 2417 були активні, та 702 смерті, причому випадки зареєстровані в усіх районах країни. Окрім смертей від COVID-19, 621 пацієнт із COVID-19 помер від уже наявних захворювань, не пов'язаних з COVID-19. У березні 2021 року Фіджі стала першою тихоокеанською острівною країною, яка отримала вакцини проти COVID-19 за програмою COVAX для медичних працівників, залучених до боротьби з епідемією хвороби, та для інших осіб, які мають вакцинуватися в першу чергу. Із групи дорослого населення 587 651 осіб, які підлягали вакцинації, понад 220 тисяч фіджійців отримали перше щеплення вакциною «AstraZeneca».
На початкових стадіях пандемії Фіджі заборонило транспортне сполучення із найбільш постраждалими країнами. Пізніше, з подальшим поширенням хвороби, Фіджі закрив свої кордони та порти для нерезидентів країни. 16 березня 2020 року були закриті морські порти країни, а 26 березня 2020 року закритий головний міжнародний аеропорт в Наді. Громадяни Фіджі, які поверталися до країни, були зобов'язані самостійно відбути ізоляцію в державній карантинній установі на 14 днів, під контролем свого стану здоров'я за участі державних службовців і військових. Усередині країни уряд запровадив загальнонаціональну комендантську годину, обмеживши проведення громадських заходів, та закрив навчальні заклади та заклади, діяльність яких не є життєво необхідною. Уряд запровадив локдаун в двох найбільших містах країни Лаутоці та Суві, та розробив програму відстеження контактів під назвою «careFIJI». Уряд створив центр контролю за захворюваністю із лабораторією для тестування на COVID-19, і побудував клініки для лікування хворих коронавірусною хворобою, а також запровадив загальнонаціональний контроль температури тіла. Такі заходи більш ніж на рік допомогли усунути місцеву передачу вірусу.
З липня 2020 року по квітень 2021 року на Фіджі реєструвались випадки хвороби лише в карантинних установах, де знаходились громадяни країни, які прибували на Фіджі репатріаційними рейсами. Це дозволило країні послабити карантинні обмеження для пришвидшення відновлення економіки, проте 19 квітня 2021 року на Фіджі виявлено перший випадок місцевої передачі вірусу внаслідок порушення карантину. Після цього в містах Наді та Лаутока запроваджено локдаун, а на території усієї країни запроваджено карантинні обмеження з переглядом часу комендантської години. Після різкого зростання кількості місцевої передачі вірусу внаслідок появи на островах варіанта Дельта уряд запровадив локдаун на острові Віті-Леву, запровадивши у містах Сува, Лаутока, Наді, Наусорі, Ракіракі та Ламі карантинні зони, та створивши в найбільших містах групи екстреної медичної допомоги. Повідомлялось, що випадки хвороби зареєстровані серед хворих найбільших лікарень Фіджі, включаючи Центр охорони здоров'я Фіджі, а також серед співробітників міністерства охорони здоров'я країни, що змусило вищих медичних службовців піти на самоізоляцію. Велика кількість випадків була зафіксована у Західному та Центральному округах, причому найбільша кількість випадків зареєстрована у містах Сува, Наусорі та Ламі. Також Фіджі підтвердило 4 випадки смерті внаслідок місцевої передачі вірусу. Незважаючи на це, уряд виключив будь-яку можливість загальнонаціонального карантину, додавши, що натомість їхня директива стосуватиметься цільового карантину.
Уряд запровадив допомогу з безробіття та надав продовольчі пайки цільовим громадам, які перебували під карантином. У серпні 2021 року міністерство охорони здоров'я призупинило пошук контактних осіб, у результаті кількість підтверджених випадків за добу знизилася. Швидкі темпи вакцинації в країні також був ще одним фактором, який сприяв зменшенню випадків. До 10 жовтня країна перевищила поріг у 80 % для повністю вакцинованих осіб, після чого уряд послабив обмеження по всій країні та оголосив про відновлення дозволу на перетин внутрішніх та міжнародних кордонів країни для повністю вакцинованих осіб. Уряд також оголосив про відновлення навчання в школах, оскільки країна також почала вакцинацію молодшого населення віком від 12 до 17 років вакцинами Pfizer/BioNtech і «Moderna» проти COVID-19.
У зв'язку з пандемією коронавірусної хвороби Фіджі змушено було знизити процентну ставку банківських операцій. Згідно прогнозів, економіка країни скоротиться після десятиліть економічного зростання у зв'язку із впливом пандемії на туризм, роздрібну торгівлю, виробництво та міжнародну торгівлю. Міжнародна організація праці та Азійський банк розвитку випустили звіти про вплив пандемії на зайнятість у країні, та попередили про зростання безробіття серед молоді і використання дитячої праці. Наслідки епідемії також спонукали багатьох жителів країни виїхати з країни на короткострокову роботу за кордон. На Фіджі були зареєстровані випадки расизму і ксенофобії до китайців або осіб, які сприймались за китайців. У країні розпочались поширюватися дезінформація та теорії змови щодо вакцин проти COVID-19, походження вірусу та реакції уряду на пандемію. Унаслідок запровадження локдауну в країні також зросла кількість випадків домашнього насильства та нападів на жінок. Протести також спалахнули громадах на карантині через затримку доставки пайків, а також внаслідок безробіття.
Станом на 24 лютого 2023 року на Фіджі загалом введено 1553053 дози вакцини.

## Хронологія

### Лютий 2020 року
3 лютого 2020 року уряд Фіджі посилив прикордонний контроль. Кордони були закриті для іноземних громадян, які перебували в материковому Китаї протягом 14 днів до запланованої поїздки на Фіджі. Заходи щодо дотримання особистої гігієни, епідеміологічної безпеки та обстеження хворих пасажирів рекомендовано проводити під час рейсу для подальшого мінімізації будь-якого ризику інфікування.
27 лютого уряд Фіджі продовжив заборону на виїзд з країни та повідомив, що заборонено в'їзд до країни з Італії, Ірану та південнокорейських міст Тегу та Чхондо. З 28 лютого всі круїзні судна, що заходять на Фіджі, повинні заходити виключно в порти Суви та Лаутоки, де пасажири будуть проходити медичний огляд та перевірку маршруту їх подорожей.

### Березень 2020 року
15 березня прем'єр-міністр Франк Баїнімарама повідомив, що з 16 березня круїзним суднам буде заборонено причалювати в усіх портах Фіджі, заборонено проведення міжнародних заходів на Фіджі. Членам уряду та урядовому персоналу заборонено виїздити за кордон.
19 березня на Фіджі виявлено перший випадок коронавірусної хвороби у 27-річної громадянки Фіджі, бортпровідниці авіакомпанії «Fiji Airways». Вона прибула з Сан-Франциско до міста Наді 16 березня. 17 березня вона відбула з Наді до Окленда, і повернулася з Окленда до Наді того ж дня. Хвору госпіталізували до лікарні в місті Лаутока. Прем'єр-міністр країни повідомив про подальше поширення заборони на відвідування країни особами, які перебували в США, а також у всій Європі, включно з Великобританією. Також усі, хто прибуває до країни або повертається на Фіджі з-за меж країни, повинні знаходитись на самоізоляції протягом 14 днів. 20 березня в Лаутоці всі школи та заклади, діяльність яких не є життєво важливою, були опівночі зачинені, проте банки, супермаркети, аптеки та заклади, діяльність яких є життєво важливою, продовжували працювати. Міністр освіти, спадщини та мистецтв Розі Акбар після консультації з прем'єр-міністром оголосила, що загальнонаціональні шкільні канікули, які спочатку планувалися з 20 квітня до 1 травня, будуть перенесені з 23 березня до 3 квітня. Авіакомпанія «Fiji Airways» припинила виконання всіх міжнародних рейсів до кінця травня, за винятком рейсів два рази на тиждень між Сінгапуром і Наді. Уряд відкрив дві лікарні для хворих з гарячкою в Лаутоці.
21 березня на Фіджі зареєстровано другий випадок хвороби та перший випадок місцевої передачі вірусу через контакт з членом сім'ї. Друга хвора була матір'ю першого хворого, та госпіталізована до лікарні в Наді. Інші члени сім'ї залишились на домашньому карантині та під наглядом.
23 березня на Фіджі виявлено третій випадок хвороби в однорічного племінника першого хворого. Уряд відкрив ще 8 лікарень для лікування хворих з гарячкою додатково до тих, які працювали в містах Насіну, Лабаса, Савусаву і Набувалу. Ще дві лікарні працювали в Лаутоці з 20 березня.
24 березня на Фіджі виявлено четвертий випадок хвороби — 28-річного громадянина Фіджі, який повернувся із Сіднея на вихідних, та не мав контактів з першими трьома випадками в країні. Він та найближчі родичі перебували в карантині та під наглядом у лікарні Навуа. Авіакомпанія «Fiji Airways» припинила виконання всіх авіарейсів до Сінгапуру та Гонконгу після введення в них обмежень перетину кордону.
25 березня на Фіджі виявлено п'ятий випадок хвороби в 31-річної жінки з Лаутоки, яка контактувала з першим випадком хвороби — стюардесою.

### Квітень 2020 року
2 квітня на Фіджі виявлено ще 2 випадки хвороби — подружня пара з Суви. Прем'єр-міністр країни Франк Баїнімарама заявив, що шостим випадком хвороби в країні є 22-річною жінкою, а сьомим — її 33-річний чоловік. Вони обидва госпіталізовані до лікарні Навуа. У зв'язку з цим прем'єр-міністр країни повідомив, що в Суві запроваджується суворий карантин з 5 години ранку 3 квітня. Крім того, уряд відновив загальнонаціональну комендантську годину, яка діяла з 8 години вечора до 5 години ранку.
4 квітня на Фіджі виявлено 5 випадків хвороби в Лабасі, Суві, Наді та Лаутоці. Два випадки виявлено в Лабасі, серед яких зокрема був 53-річний громадянин Фіджі, який став дев'ятим випадком хвороби, він контактував із шостим і сьомим випадками хвороби, та госпіталізований до лікарні в Лабасі. Дев'ятий хворий прибув до країни з Індії через Сінгапур 22 березня. Він не був на самоізоляції протягом 14 днів, що збільшило ризик місцевої передачі вірусу на Фіджі. Найімовірніше, що він заразився під час відвідування заходів Джамаат Табліг в Індії. Восьмий випадок виявлений у Лаутоці в 39-річної жінці з Натоваки. Вона госпіталізована до лікарні Лаутоки. Десятий випадок був підтверджений у Наді в 20-річного громадянина Фіджі з Надови, який нещодавно відвідував Окленд.
16 квітня прем'єр-міністр Франк Баїнімарама повідомив, що школи в країні не будуть працювати до 15 червня. Він також повідомив про продовження карантинного періоду до повних 28 днів як для тих, хто нещодавно направлений на карантином, так і для тих, хто лише має починати відбувати 14-денного карантин.

### Травень-червень 2020 року
8 травня 2020 року авіакомпанія продовжила припинення авіарейсів до кінця червня у зв'язку з подальшим перебігом COVID-19.
21 червня уряд Фіджі повідомив про пом'якшення карантинних обмежень щодо COVID-19 в рамках своїх зусиль з відновлення економіки. Прем'єр-міністр Франк Баїнімарама повідомив про новий період загальнонаціональної комендантської години з 23:00 до 04:00, який набув чинності 22 червня. Кількість учасників громадських заходів, яка також включала весілля, поховання, відвідування кафе та ресторанів, а також богослужіння, була збільшена з 20 до 100 осіб. Тренажерні зали, фітнес-центри, кінотеатри та басейни були знову відкриті 22 червня, проте нічні клуби залишалися закритими. 30 червня школи були знову відкриті для учнів 12 та 13 років, а університети також могли знову проводити очні заняття. Прем'єр-міністр повідомив про план «Була бульбашка» для деяких острівних тихоокеанських країн, а також відновлення туристичного обміну з Австралією та Новою Зеландією, зокрема для осіб, які за 48 годин до прибуття на Фіджі мали негативний тест на коронавірус.
30 червня на Фіджі відправили на карантин 160 фіджійських миротворців, які повернулися з Синайського півострова в Єгипті. Військові висловили занепокоєння тим, що частина з військовослужбовців могли контактувати з особами, в яких виявлено позитивний тест на COVID-19.

### Липень 2020 року
1 липня 112 фіджійців прибули до Наді репатріаційним авіарейсом з Індії. Особи, які повернулися, відправлені на карантин, який фінансувався урядом. Громадянин Фіджі помер під час авіарейсу компанії «Garuda Indonesia». Перед посадкою на рейс у Нью-Делі йому провели тест на COVID-19, який виявився негативним.
6 липня на Фіджі виявлено дев'ятнадцятий випадок COVID-19 у 66-річного громадянина Фіджі, який повернувся з Індії. Його направили на карантин в лікарню Наді.
7 липня на Фіджі виявлено ще 2 випадки COVID-19. Першим з них був 37-річний чоловік, який є сином попереднього випадку хвороби — 66-річного чоловіка. Іншим підтвердженим випадком стала 36-річна жінка, обидва хворих того дня повернулися з Індії.
10 липня на Фіджі виявлено ще 5 випадків COVID-19, яким стали 44-річний чоловік, 38-річна жінка, 51-річний чоловік, 29-річна жінка та 47-річний чоловік. Усі 5 хворих повернулися з Індії.
20 липня на Фіджі виявлений ще один випадок COVID-19 у 50-річної жінки, яка повернулась з Індії.
31 липня на Фіджі зареєстрована перша смерть від COVID-19, помер 66-річний чоловік, який повернувся з Індії.

### Серпень 2020 року
12 серпня на Фіджі підтверджено два нових одужання після COVID-19 в керованій ізоляції.
13 серпня на Фіджі виявлено однин новий випадок COVID-19 у 61-річний чоловік, який повернувся з американського міста Сакраменто транзитом через Окленд, і прибув до Наді рейсом NZ 952 6 серпня.
22 серпня на Фіджі зареєстровано два одужання після COVID-19.
25 серпня на Фіджі зареєстровано другу смерть від COVID-19, помер 61-річний чоловік, який прибув до країни 6 серпня.

### Вересень 2020 року
1 вересня на Фіджі виявлено один новий випадок COVID-19 у 25-річної медсестри, яка захворіла, інфікувавшись від хворих на керованій ізоляції.
2 вересня на Фіджі підтверджено 2 одужання після COVID-19.
4 вересня на Фіджі виявлено 2 випадки COVID-19 у 55-річного та 22-річного чоловіків, які прибули з Нью-Делі 27 серпня.
8 вересня на Фіджі виявлено ще один випадок COVID-19 у 64-річної жінки, яка прибула з Індії.
22 вересня на Фіджі підтверджено 2 одужання після COVID-19.

### Жовтень 2020 року
13 жовтня міністерство охорони здоров'я Фіджі підтвердило два одужання після COVID-19.
21 жовтня на Фіджі виявлено один випадок COVID-19.
27 жовтня на Фіджі підтверджено одне одужання після COVID-19.
30 жовтня на Фіджі виявлено один випадок COVID-19 у 57-річного чоловіка, репатрійованого з Найробі.

### Листопад 2020 року
2 листопада генеральний директор регбійної федерації Фіджі Джон О'Коннор підтвердив, що у 3 гравців із збірної Фіджі підтверджено позитивний тест на COVID-19 у французькому місті Лімож.
11 листопада на Фіджі виявлено один випадок COVID-19 у 53-річного чоловіка, який прибув репатріаційним рейсом з Нової Зеландії.
14 листопада регбійна федерація підтвердила ще 4 випадки COVID-19 у гравців регбійної збірної, які перебували у Франції.
25 листопада на Фіджі виявлено 3 випадки COVID-19. Перші два випадки зареєстровані в осіб віком 40 років, а третій в особи віком 51 рік. Усі 3 випадки прибули до країни репатріаційним рейсом з Окленда 15 листопада.
30 листопада на Фіджі виявлено 4 випадки COVID-19 у 28-річної жінки та 58-річного чоловіка, які приїхали з Кенії, 36-річного чоловіка, що приїхав з Малі, та 53-річного чоловіка, що приїхав з Франції.

### Грудень 2020 року
3 грудня на Фіджі виявлено 2 нові випадки COVID-19 у жінок 75 і 57 років, обидві жінки прибули з Окленда. Хоча до вильоту з Окленда в обох був негативний результат тестування на коронавірус, проте в них виявлено позитивний результат тестування на 12-ий день перебування в ізоляції на Фіджі. Міністерство охорони здоров'я Фіджі вважає, що ці хворі заразилися від особи з підтвердженим випадком хвороби, який летів тим самим рейсом.
5 грудня міністерство охорони здоров'я країни розпочало розслідування щодо ймовірного внутрішньолікарняного інфікування COVID-19 у лікарні в міст Лаутока, та заборонило відвідування хворих у лікарні.
6 грудня підтверджено, що в 2 моряків на вантажному судні, що прибуло до країни 2 грудня, підтверджено позитивний результат тесту на COVID-19. Матроси з корабля, а також прикордонні чиновники, які контактували з ними, відправлені на карантин. Однак ці випадки не зараховувались як офіційні випадки хвороби на кордоні, оскільки уряд Фіджі чекав на інформацію про те, чи в цих осіб не було виявлено позитивний тест на коронавірус в іншій країні.
8 грудня на Фіджі підтверджено 2 одужання після коронавірусної хвороби.
11 грудня Фіджі дорахувало два неофіційних прикордонних випадки від 6 грудня до статистики загальної кількості випадків, оскільки органи охорони здоров'я Нової Зеландії підтвердили, що 5 і 12 листопада в цих хворих був негативний тест під час 14-денного карантину в Новій Зеландії.
17 грудня на Фіджі підтверджено 2 одужання.
22 грудня на Фіджі підтверджено 2 одужання, унаслідок чого в країні зареєстровано 100 % одужання після коронавірусної хвороби.
29 грудня на Фіджі виявлено 3 випадки COVID-19 у 32-річного чоловіка і 32-річної жінки, які прибули з Нью-Делі, та в 34-річної жінки, яка виїхала з Англії, та прибула на Фіджі з Гонконгу.

### Січень 2021 року
6 січня на Фіджі виявлено 4 випадки COVID-19 у 25-річного чоловіка і 27-річної жінки, які прибули з Нью-Делі. Третій випадок зареєстровано в 35-річного чоловіка, який виїхав з Великобританії, та прибув на Фіджі з новозеландського міста Окленда, ще один випадок зареєстровано в 55-річного чоловіка, який виїхав з Малі та прибув з Окленда. Міністерство охорони здоров'я також додало, що є ще один позитивний випадок, однак цей випадок вважається випадком раніше перенесеної хвороби, оскільки у 39-річного чоловіка вже був позитивний тест у період з жовтня по грудень під час поїздки до Франції та Великої Британії.
15 січня на Фіджі виявлено ще 2 випадки COVID-19 у 49-річної та 58-річної жінок, які прибули з Нової Зеландії 24 грудня 2020 року.

### Лютий 2021 року
3 лютого на Фіджі виявлено один випадок COVID-19 у 48-річний чоловік, який прибув з Індонезії до Наді 27 січня 2021 року. Виявлено також ще один випадок, проте він вважається раніше перенесеним, оскільки позитивний результат тестування в цієї особи виявивлено в Ірландії.
10 лютого на Фіджі підтверджено одне одужання.
24 лютого на Фіджі виявлено один випадок COVID-19 у 30-річний чоловік, який прибув із філіппінської столиці Маніли до Наді 18 лютого.
26 лютого на Фіджі виявлено 2 випадки COVID-19 у 22-річного чоловіка, який прибув на Фіджі з південноафриканського міста Дурбан, а другий у 66-річна жінка, яка прибула з американського міста Сакраменто.

### Березень 2021 року
3 березня на Фіджі виявлено 4 випадки COVID-19.
8 березня на Фіджі виявлено 3 випадки COVID-19.

### Квітень 2021 року
17 квітня на Фіджі виявлено 4 випадки COVID-19.
18 квітня прем'єр-міністр Франк Баїнімарама повідомив, що співробітники служби безпеки, у яких підтверджено позитивний тест на COVID-19, можуть спричинити ризик для населення країни.
19 квітня на Фіджі зареєстровано перший за 12 місяців випадок місцевої передачі вірусу у місті Наді.
20 квітня на Фіджі зареєстровано другий випадок місцевої передачі вірусу, дочку першого випадку місцевої передачі. Того ж дня на Фіджі розпочалась масштабна програма скринінгу хворих від будинку до будинку в західній частині країни у зв'язку з імовірністю, що сотні людей могли заразитися COVID-19 на похованні, на якому були присутні 500 осіб. Крім цього, 3 особи, включно 2 військовослужбовці, отримали позитивний тест на COVID-19 під час керованої ізоляції.
21 квітня на Фіджі виявлено третій випадок місцевої передачі вірусу в 40-річної жінки з селища Вайнітаравау неподалік Суви.
22 квітня на Фіджі виявлено ще 2 випадки місцевої передачі вірусу — у 14-річної дівчинки та 7-місячного хлопчика. Фіджі також підтвердило 6 випадків хвороби в карантинних закладах після прибуття до країни.
24 квітня на Фіджі виявлено один випадок місцевої передачі вірусу, в 14-річної доньки працівника готелю.
25 квітня на Фіджі виявлено 4 випадки місцевої передачі вірусу, 2 в Наді, один в Лаутоці та один у Суві. Випадок у Суві викликав занепокоєння, оскільки міністерство охорони здоров'я країни не могло відстежити джерело інфекції.
26 квітня на Фіджі підтвердили 12 випадків місцевої передачі вірусу.
27 квітня на Фіджі виявлено 6 випадків COVID-19, 4 у прикордонному карантинному закладі та 2 в ізоляторі. Міністерство охорони здоров'я також підтвердило, що ці випадки спричинені варіантом В1617, вперше виявленим в Індії.
28 квітня на Фіджі виявлено 2 випадки COVID-19 у 53-річного чоловіка з Ра та у 25-річного чоловіка, який мав контакт із цим хворим у Макої.
29 квітня на Фіджі виявлено 5 випадків COVID-19, 4 місцеві випадки інфікування та один випадок з карантину на кордоні.
30 квітня на Фіджі виявлено один випадок COVID-19.

### Травень 2021 року
1 травня на Фіджі виявлено 2 випадки COVID-19 та підтверджено 3 одужання.
3 травня на Фіджі виявлено 2 випадки COVID-19, обидва в лікарів лікарні в Лаутоці.
4 травня на Фіджі підтверджено 7 одужань від COVID-19.
5 травня на Фіджі виявлено 4 нові випадки хвороби. 2 випадки виявлені в прикордонній карантинній установі, а інші — місцеві випадки передачів Лаутоці та Нарере. Місцевий випадок інфікування в Лаутоці спричинив серйозне занепокоєння міністерства охорони здоров'я, і після цього в лікарні Лаутоки запроваджено карантин. Міністерство також повідомило про 9 одужань від коронавірусної хвороби.
6 травня повідомлено про третю смерть від коронавірусної хвороби на Фіджі. Смерть сталася 5 травня 2021 року перед самим щоденним брифінгом для преси. Міністерство не відразу повідомило про це, оскільки хотіло, щоб спочатку були належним чином поінформовані члени сім'ї. Пізніше того ж дня на Фіджі було підтверджено 4 нові випадки хвороби, 3 — місцеві випадки передачі, та один у прикордонному карантині.
7 травня на Фіджі підтверджено 7 нових випадків COVID-19, усі з яких були місцевими.
8 травня на Фіджі підтверджено 12 одужань після коронавірусної хвороби.
9 травня на Фіджі виявлено 3 випадки COVID-19 і підтверджено 2 одужання.
10 травня на Фіджі виявлено один новий випадок COVID-19 і підтверджено 3 одужання.
11 травня на Фіджі виявлено 12 нових випадків COVID-19, усі в Макої.
12 травня на Фіджі виявлено 9 нових випадків COVID-19, 8 у Суви та Наусорі, та один у прикордонному карантинному закладі.
13 травня на Фіджі виявлено 4 нові випадки COVID-19, зареєстровано четверту смерть у жінки з кластеру Макої.
14 травня на Фіджі виявлено один новий випадок COVID-19.
15 травня на Фіджі виявлено 2 нові випадки COVID-19.
16 травня на Фіджі виявлено 4 нові випадки COVID-19, та повідомлено про 3 одужання.
17 травня на Фіджі виявлено 2 випадки COVID-19.
18 травня на Фіджі виявлено 4 нові випадки COVID-19.
19 травня на Фіджі виявлено 11 нових випадків COVID-19. Перші 6 випадків пов'язані з кластером Надалі в Наусорі, а інші 5 — це контакти в сім'ях попередніх випадків.
20 травня на Фіджі виявлено один новий випадок COVID-19.
21 травня на Фіджі виявлено 5 нових випадків COVID-19.
22 травня на Фіджі виявлено 11 нових випадків COVID-19, та повідомлено про 3 одужання.
23 травня на Фіджі виявлено 24 нові випадки COVID-19, що є найвищим показником з березня 2020 року.
24 травня на Фіджі виявлено 8 нових випадків COVID-19.
25 травня на Фіджі виявлено 21 новий випадок COVID-19.
26 травня на Фіджі зареєстровано 27 нових випадків COVID-19, що є найвищим показником з 23 травня 2021 року.
27 травня на Фіджі виявлено 28 нових випадків COVID-19, що побило рекорд попереднього дня.
28 травня на Фіджі виявлено рекордні 46 нових випадків COVID-19, всі яких зареєстровані в районі Сува-Наусорі.
30 травня на Фіджі повідомлено про 41 новий випадок COVID-19, 18 з яких були зареєстровані 29 травня 2021 року, а 23 цього дня.
31 травня на Фіджі виявлено 38 нових випадків COVID-19.

### Червень 2021 року
1 червня на Фіджі виявлено 35 нових випадків COVID-19, частина з них зареєстровані в лікарні Наді та меморіальному госпіталі колоніальної війни. Це призвело до закриття лікарні Наді та припинення роботи всіх невідкладних служб у госпіталі колоніальної війни.
2 червня на Фіджі виявлено 35 нових випадків COVID-19.
3 червня на Фіджі виявлено 28 нових випадків COVID-19.
4 червня у 3 співробітників міністерства охорони здоров'я підтверджено позитивний тест на COVID-19. Це призвело до переходу всього персоналу, який працює на третьому поверсі будівлі міністерства, на самоізоляцію. Постійний секретар міністерства охорони здоров'я Джеймс Фонг та інший вищий медичний персонал пішли на самоізоляцію. Крім того, на Фіджі за добу виявлено загалом 35 нових випадків COVID-19.
5 червня на Фіджі виявлено 33 нові випадки COVID-19.
6 червня на Фіджі виявлено рекордну кількість у 83 нові випадки COVID-19, причому випадки були зареєстровані за межами карантинних зон.
7 червня на Фіджі виявлено 64 нові випадки COVID-19, та повідомлено про зростання на 14 % позитивних показників тестів за останні сім днів.
8 червня на Фіджі зареєстровано новий рекордний показник у 94 нові випадки COVID-19 за добу.
9 червня в країні зареєстровано 35 нових випадків хвороби, загальна кількість випадків хвороби зросла до 880. 15 хворих одужали, загальна кількість одужань досягла 249. Кількість померлих залишилась на рівні 4, у країні на той день було 624 активні випадки хвороби.
10 червня на Фіджі виявлено 39 нових випадків хвороби, загальна кількість випадків хвороби зросла до 849. 7 хворих одужали, загальна кількість одужань досягла 256. Кількість померлих залишилась на рівні 4, у країні на той день було 656 активних випадків хвороби.
11 червня на Фіджі виявлено 51 новий випадок COVID-19.
12 червня на Фіджі виявлено 47 нових випадків COVID-19.
13 червня на Фіджі виявлено рекордну кількість — 105 нових випадків COVID-19.
14 червня на Фіджі виявлено 89 нових випадків хвороби, уряд попередив, що ситуація в країні гірша, ніж у Австралії та Новій Зеландії у зв'язку з поширенням дельта-варіанту, вперше виявленого в Індії.
15 червня на Фіджі виявлено рекордні 116 нових випадків COVID-19, та повідомлено про ще одну смерть, кількість померлих збільшилась до 5.
16 червня на Фіджі виявлено чергову рекордну кількість у 121 новий випадок COVID-19.
17 червня на Фіджі виявлено 91 новий випадок COVID-19, та повідомлено про ще одну смерть, кількість померлих збільшилась до 6.
18 червня на Фіджі виявлено 115 нових випадків COVID-19.
19 червня на Фіджі виявили рекордну кількість у 150 нових випадків COVID-19.
20 червня на Фіджі виявлено 166 випадків COVID-19, та зареєстровано одну смерть, кількість померлих збільшилась до 7.
21 червня на Фіджі виявлено 126 нових випадків COVID-19.
22 червня на Фіджі виявлено 180 нових випадків COVID-19.
23 червня на Фіджі виявлено 279 нових випадків COVID-19, що є найвищим показником з березня 2020 року.
24 червня на Фіджі виявлено чергову рекордну кількість випадків хвороби — 308, Червоний Хрест попередив, що сплеск випадків на Фіджі має стати сигналом тривоги для інших острівних країн Тихоокеанського регіону, і вони мають прискорити роботу з масової вакцинації населення, а також посилити заходи прикордонного контролю.
25 червня на Фіджі виявлено 215 нових випадків COVID-19, та повідомлено про одну смерть, кількість померлих зросла до 14.
26 червня на Фіджі виявлено 266 нових випадків COVID-19, та зареєстровано ще одну смерть, кількість померлих зросла до 15.
27 червня на Фіджі виявлено 262 нові випадки COVID-19.
28 червня на Фіджі зареєстровано 241 новий випадок COVID-19, загальна кількість випадків досягла 3832. Зареєстровано 26 одужань, загальна кількість одужань досягла 779. Зареєстровано 2 смерті, кількість померлих зросла до 15. На той день у країні було 3027 активних випадків хвороби.
29 червня на Фіджі зареєстровано 312 нових випадків COVID-19, та повідомлено про 4 смерті, кількість померлих зросла до 21.
30 червня на Фіджі зареєстровано 274 нові випадки COVID-19, та повідомили про спалах хвороби в Лаутоці після святкування дня народження.

### Липень 2021 року
1 липня на Фіджі зареєстровано 431 новий випадок COVID-19, та повідомлено про 3 смерті.
2 липня на Фіджі зареєстровано 404 нові випадки COVID-19, та повідомлено про одну смерть.
3 липня на Фіджі зареєстровано 386 нових випадків COVID-19, та повідомлено про 2 смерті.
4 липня на Фіджі зареєстровано рекордні 522 нові випадки COVID-19, та повідомлено про 3 смерті, кількість померлих зросла до 30.
5 липня на Фіджі зареєстровано 332 нові випадки хвороби, загальна кількість випадків досягла 6513. Зареєстровано 78 одужань, загальна кількість одужань зросла до 1287. За добу зареєстровано 3 смерті, загальна кількість померлих зросла до 33. На той день у країні було 5278 активних випадків хвороби.
6 липня на Фіджі зареєстровано 636 нових випадків COVID-19, та повідомлено про 6 смертей, загальна кількість померлих зросла до 39. З березня 2020 року на Фіджі було зареєстровано більше 7 тисяч випадків хвороби, одужали 1318 хворих.
7 липня на Фіджі зареєстровано 791 новий випадок COVID-19, та повідомлено про 3 смерті, кількість померлих зросла до 42.
8 липня на Фіджі зареєстровано 721 новий випадок COVID-19, та повідомлено про 6 смертей, кількість померлих зросла до 48, зареєстровано 101 одужання.
9 липня на Фіджі зареєстровано 860 нових випадків COVID-19, та повідомлено про 3 смерті, кількість померлих зросла до 51.
10 липня на Фіджі зареєстровано 506 нових випадків COVID-19, та повідомлено про одну смерть, кількість померлих зросла до 52.
11 липня на Фіджі зареєстровано 485 нових випадків COVID-19, та повідомлено про 3 смерті, кількість померлих зросла до 55.
12 липня на Фіджі зареєстровано 873 нові випадки COVID-19, та повідомлено про 3 смерті, кількість померлих зросла до 58.
13 липня на Фіджі зареєстровано 647 нових випадків COVID-19, та повідомлено про одну смерть, кількість померлих зросла до 59.
14 липня на Фіджі виявлено 634 нові випадки COVID-19, та повідомлено про рекордні 10 смертей, кількість померлих зросла до 69.
15 липня на Фіджі виявлено 1220 нових випадків COVID-19, та повідомлено про 5 смертей, кількість померлих зросла до 74.
16 липня на Фіджі виявлено 1405 нових випадків COVID-19, та повідомлено про 6 смертей, кількість померлих зросла до 80.
17 липня на Фіджі виявлено 1180 нових випадків COVID-19, та повідомлено про 5 смертей, кількість померлих зросла до 85.
18 липня на Фіджі зареєстровано 1043 нові випадки COVID-19, та повідомлено про 13 смертей, кількість померлих зросла до 98.
19 липня на Фіджі зареєстровано 784 нові випадки COVID-19, та повідомлено про 15 смертей, кількість померлих зросла до 113.
20 липня на Фіджі зареєстровано 1054 нові випадки COVID-19, та повідомлено про 12 смертей, кількість померлих зросла до 125.
21 липня на Фіджі зареєстровано 1091 новий випадок COVID-19, та повідомлено про 21 смерть, включно дві вагітні жінки, кількість померлих зросла до 146.
22 липня на Фіджі зареєстровано 918 нових випадків COVID-19, та повідомлено про 15 смертей, включно 102-річну жінку, кількість померлих зросла до 161.
23 липня на Фіджі зареєстровано 468 нових випадків COVID-19, та повідомлено про 11 смертей, кількість померлих зросла до 172.
24 липня на Фіджі зареєстровано 684 нові випадки COVID-19, та повідомлено про 5 смертей, кількість померлих зросла до 177.
25 липня на Фіджі зареєстровано 626 нових випадків COVID-19, та повідомлено про 9 смертей, кількість померлих зросла до 186.
26 липня на Фіджі зареєстровано 1285 нових випадків COVID-19, та повідомлено про 9 смертей, кількість померлих зросла до 195.
27 липня на Фіджі зареєстровано 715 нових випадків COVID-19, та повідомлено про 11 смертей, кількість померлих зросла до 206.
28 липня на Фіджі зареєстровано 1057 нових випадків COVID-19, та повідомлено про 12 смертей, кількість померлих зросла до 218.
29 липня на Фіджі зареєстровано 1301 новий випадок COVID-19, та повідомлено про 9 смертей, кількість померлих зросла до 227.
30 липня на Фіджі зареєстровано 1163 нові випадки COVID-19, та повідомлено про 6 смертей, включно 11-місячну дитину, кількість померлих зросла до 233.
31 липня на Фіджі підтверджено 1211 нових випадків хвороби, загальна кількість випадків зросла до 29781. 510 хворих одужали, загальна кількість одужань досягла 7705. Повідомлено про 6 смертей, кількість померлих зросла до 238. У країні на той день було 21707 активних випадків хвороби.

### Серпень 2021 року
1 серпня на Фіджі підтверджено 632 нових випадків хвороби та 237 одужань, кількість активних випадків досягла 22100. Також повідомлено про 2 смерті, кількість померлих зросла до 241.
2 серпня на Фіджі зареєстровано 1100 нових випадків хвороби, загальна кількість випадків хвороби зросла до 31513. Зареєстровано 589 одужань, загальна кількість одужань досягла 8531. Померли 6 хворих, загальна кількість померлих досягла 254. Зареєстровано 22592 активні випадки хвороби.
3 серпня на Фіджі зареєстровано 1220 нових випадків хвороби, загальна кількість випадків зросла до 32733. Зареєстровано 1113 одужань, загальна кількість одужань досягла 9644. Повідомлено про 7 смертей, кількість померлих зросла до 261. Зареєстровано 22689 активних випадків хвороби.
4 серпня на Фіджі зареєстровано 1187 нових випадків хвороби. Повідомлено про 11 смертей, кількість померлих зросла до 272.
5 серпня на Фіджі зареєстровано 968 нових випадків хвороби, загальна кількість випадків досягла 34888. Зареєстровано 385 одужань за добу, загальна кількість одужань досягла 11233. Повідомлено про 11 смертей, кількість померлих зросла до 283. Зареєстровано 23226 активних випадків хвороби.
6 серпня на Фіджі зареєстровано 752 нові випадки хвороби, загальна кількість випадків досягла 35640. За добу одужали 268 хворих, загальна кількість одужань досягла 11501. Повідомлено про 7 смертей, кількість померлих зросла до 290. Зареєстровано 23696 активних випадків хвороби.
7 серпня на Фіджі зареєстровано 682 нові випадки хвороби, загальна кількість випадків досягла 36322. За добу 297 одужали, загальна кількість одужань досягла 11798. Повідомлено про 6 смертей, кількість померлих зросла до 296. Зареєстровано 24070 активних випадків хвороби.
8 серпня на Фіджі зареєстровано 657 нових випадків COVID-19, загальна кількість випадків хвороби досягла 36979. Повідомлено про 3 смерті, кількість померлих зросла до 299.
9 серпня на Фіджі зареєстровано 603 нові випадки COVID-19, загальна кількість випадків зросла до 37582. Повідомлено про 18 смертей, кількість померлих зросла до 317. Зареєстровано 24138 активних випадків хвороби.
10 серпня на Фіджі зареєстровано 264 нових випадки COVID-19, загальна кількість випадків досягла 37846. Повідомлено про 10 нових смертей, кількість померлих зросла до 327. Зареєстровано 24414 активних випадків хвороби.
11 серпня на Фіджі зареєстровано 568 нових випадків COVID-19, загальна кількість випадків досягла 38414. Повідомлено про 13 нових смертей, кількість померлих зросла до 340 осіб. Зареєстровано 24299 активних випадків хвороби.
12 серпня на Фіджі зареєстровано 398 нових випадків COVID-19, загальна кількість випадків досягла 38812. Повідомлено про 5 нових смертей, кількість померлих зросла до 345. Зареєстровано 23901 активний випадок хвороби.
13 серпня на Фіджі зареєстровано 644 нові випадки COVID-19, загальна кількість випадків досягла 39456. Повідомлено про 15 нових смертей, кількість померлих зросла до 360. зареєстровано 24281 активних випадків хвороби.
14 серпня на Фіджі зареєстровано 314 нових випадків COVID-19, загальна кількість випадків досягла 39770. Із підтверджених випадків один був зареєстрований у Північному окрузі. Повідомлено про 8 нових смертей, загальна кількість померлих зросла до 368. Зареєстровано 23598 активних випадків хвороби.
15 серпня на Фіджі зареєстровано 467 нових випадків COVID-19, загальна кількість випадків досягла 40 237. Повідомлено про 3 нові смерті, кількість померлих зросла до 371. Зареєстровано 23831 активний випадок хвороби.
16 серпня на Фіджі зареєстровано 350 нових випадків COVID-19, загальна кількість випадків досягла 40587. Повідомлено про 23 нових смерті, кількість померлих зросла до 394. Зареєстровано 22494 активні випадки хвороби.
17 серпня на Фіджі зареєстровано 590 нових випадків COVID-19, загальна кількість випадків досягла 41177 осіб. Повідомлено про 11 нових смертей, кількість померлих зросла до 405. Зареєстровано 21754 активні випадки хвороби.
18 серпня на Фіджі зареєстровано 653 нові випадки COVID-19, загальна кількість випадків досягла 41830. Повідомлено про 8 нових смертей, кількість померлих зросла до 413. Зареєстровано 21304 активні випадки хвороби.
19 серпня перший випадок хвороби зареєстровано у Східному окрузі. Постійний секретар міністерства охорони здоров'я Джеймс Фонг додав, що помер хворий з Кадаву. Крім того, у країні зареєстровано 781 новий випадок COVID-19, загальна кількість випадків досягла 42611. Повідомлено про 8 нових смертей, кількість померлих зросла до 421. Зареєстровано 21211 активних випадків хвороби.
20 серпня на Фіджі зареєстровано 485 нових випадків COVID-19, 46 з яких зареєстровано в Кадаву, загальна кількість випадків зросла до 43096. Повідомлено про 11 нових смертей, загальна кількість померлих зросла до 432. Зареєстровано 20591 активних випадків хвороби.
21 серпня на Фіджі зареєстровано 198 нових випадків COVID-19, загальна кількість випадків досягла 43294. Повідомлено про одну нову смерть, кількість померлих зросла до 433. Зареєстровано 20271 активних випадків хвороби.
22 серпня на Фіджі зареєстровано 303 нові випадки COVID-19, загальна кількість випадків досягла 43597. Повідомлено про 5 нових смертей, кількість померлих зросла до 438. Зареєстровано 19097 активних випадків.
23 серпня на Фіджі зареєстровано 591 новий випадок COVID-19, загальна кількість випадків досягла 44188. Повідомлено про 6 нових смертей, кількість померлих зросла до 444. Зареєстровано 19062 активних випадків хвороби.
24 серпня на Фіджі зареєстровано 302 нові випадки COVID-19, включно 2 нові випадки на острові Малоло, загальна кількість випадків зросла до 44490. Повідомлено про 9 нових смертей, кількість померлих зросла до 453. Зареєстровано 18916 активних випадків хвороби.
25 серпня на Фіджі зареєстровано 255 нових випадків COVID-19, загальна кількість випадків досягла 44745. Повідомлено про 6 нових смертей, кількість померлих зросла до 459. Зареєстровано 19107 активних випадків хвороби.
26 серпня на Фіджі зареєстровано 423 нових випадки COVID-19, загальна кількість випадків досягла 45168. Повідомлено про 9 нових смертей, кількість померлих зросла до 468. Зареєстровано 19280 активних випадків хвороби.
27 серпня зареєстровано перший випадок хвороби на острові Навіті з групи островів Ясаві. Того дня на Фіджі зареєстровано 205 нових випадків COVID-19, загальна кількість випадків у країні досягла 45373. Повідомлено про 11 нових смертей, кількість померлих зросла до 479. Зареєстровано 19311 активних випадків хвороби.
28 серпня на Фіджі зареєстровано 258 нових випадків COVID-19, загальна кількість випадків досягла 45631. Про нові випадки смерті не повідомлено, кількість померлих залишилась на рівні 479. Зареєстровано 19130 активних випадків хвороби.
29 серпня на Фіджі зареєстровано 396 нових випадків COVID-19, загальна кількість випадків досягла 46027. Про нові випадки смерті не повідомлено, кількість померлих залишилась на рівні 479. Всього зареєстровано 19300 активних випадків хвороби.
30 серпня на Фіджі зареєстровано 184 нові випадки COVID-19, загальна кількість випадків досягла 46211. Повідомлено про 10 нових смертей, кількість померлих зросла до 489. Зареєстровано 19463 активні випадки хвороби.
31 серпня на Фіджі зареєстровано 505 нових випадків COVID-19, загальна кількість випадків досягла 46716. Повідомлено про 7 нових смертей, кількість померлих зросла до 496. Зареєстровано 19151 активний випадок хвороби.

### Вересень 2021 року
1 вересня на Фіджі зареєстровано 290 нових випадків COVID-19, загальна кількість випадків досягла 47006. Повідомлено про 8 нових смертей, кількість померлих зросла до 504. Зареєстровано 17124 активні випадки хвороби.
2 вересня на Фіджі зареєстровано 250 нових випадків COVID-19, загальна кількість випадків досягла 47256. Повідомлено про одну нову смерть, кількість померлих зросла до 505. Зареєстровано 16267 активних випадків хвороби.
3 вересня на Фіджі зареєстровано 253 нові випадки COVID-19 (163 у Західному окрузі, 59 у Центральному окрузі та 31 у Кадаву). Повідомлено про 163 одужання. На той день в країні зареєстровано 16352 активні випадки хвороби (5021 у Центральному окрузі, 11025 в Західному окрузі, 5 у Північному окрузі та 301 у Східному окрузі). Повідомлено про 3 нові смерті.
4 вересня на Фіджі зареєстровано 200 нових випадків COVID-19 (131 у Західному окрузі, 67 у Центральному окрузі та 2 у Східному окрузі). На той день у країні було 16 537 активних випадків (5077 у Центральному окрузі, 11154 в Західному окрузі, 4 в Північному окрузі та 302 у Східному окрузі).
5 вересня на Фіджі зареєстровано 156 нових випадків COVID-19 та 696 одужань. Зареєстровано 15997 активних випадків хвороби, загальна кількість випадків, пов'язаних із спалахом у квітні, досягла 47795.
6 вересня на Фіджі зареєстровано 128 нових випадків COVID-19. Повідомлено про 12 смертей, кількість померлих досягла 520. Повідомлено про 1687 нових одужання. Зареєстровано 14404 активні випадки хвороби.
7 вересня на Фіджі зареєстровано 160 нових випадків COVID-19 та 5 нових смертей.
8 вересня на Фіджі зареєстровано 3 нові смерті від COVID-19, включно чотиримісячну дитину, кількість померлих зросла до 528. У лікарнях знаходились 169 хворих на COVID-19.
9 вересня на Фіджі зареєстровано 179 нових випадків COVID-19 та 403 нових одужання, кількість активних випадків хвороби зменшилась до 13362. Повідомлено про 5 нових смертей.
10 вересня на Фіджі зареєстровано 143 нові випадки COVID-19, загальна кількість випадків досягла 48715. Зареєстровано одну смерть, кількість померлих зросла до 534. 93 хворих одужали, загальна кількість одужань досягла 34411. Зареєстровано 13047 активних випадків хвороби. Пізніше цього дня було повідомлено про нову смерть, що збільшило кількість померлих до 535. Крім того, 363 хворих на COVID-19 також померли від серйозних захворювань до того, як у них підтвердили COVID-19.
11 вересня на Фіджі виявлено 143 нові випадки COVID-19, загальна кількість випадків досягла 48858. Повідомлено про одну нову смерть, кількість померлих зросла до 535. Зареєстровано 12861 активні випадки хвороби.
12 вересня на Фіджі зареєстровано 128 нових випадків COVID-19, загальна кількість випадків досягла 48986. Не повідомлялося про нові випадки смерті, кількість померлих залишилась на рівні 535. Зареєстровано 12814 активних випадків хвороби.
13 вересня кількість випадків COVID-19 на острові Бека зросла до 48 після того, як у селі Дакуні було виявлено 37 випадків. Крім того, у селі Дакуібека протягом 24 годин, які закінчилися напередодні о 8 ранку, було діагностовано ще 11 випадків. Того ж дня одужали 3 хворих на COVID-19 у селищі Намара-Тіпі неподалік Лабаси. Включно з вищеперерахованими, у країні підтверджено 127 нових випадків COVID-19, та зареєстровано 3 смерті, кількість померлих зросла до 538.
14 вересня на Фіджі зареєстровано 131 новий випадок COVID-19, загальна кількість випадків досягла 49113. Повідомлено про одну нову смерть, кількість померлих зросла до 539. Зареєстровано 12951 активних випадків хвороби.
15 вересня на Фіджі зареєстровано 146 нових випадків COVID-19, загальна кількість випадків досягла 49390. Повідомлено про одну нову смерть, кількість померлих зросла до 540. Зареєстровано 12870 активних випадків хвороби.
16 вересня на Фіджі зареєстровано 197 нових випадків COVID-19, загальна кількість випадків досягла 49587. Повідомлено про 4 нові смерті, кількість померлих зросла до 544. Зареєстровано 12978 активних випадків хвороби.
17 вересня на Фіджі зареєстровано 132 нові випадки хвороби та 3 нові смерті.
18 вересня на Фіджі зареєстровано 161 новий випадок хвороби та 10 нових одужань, загальна кількість активних випадків досягла 12985.
19 вересня на Фіджі зареєстровано 79 нових випадків хвороби, загальна кількість випадків досягла 49959. Зареєстровано 82 одужання, загальна кількість активних випадків зменшилась до 12981. Кількість померлих зросла до 566 осіб.
20 вересня на Фіджі зареєстровано 121 новий випадок хвороби, загальна кількість випадків зросла до 50080. 134 хворих одужали, загальна кількість одужань зросла до 36145. Кількість померлих зросла до 575. Зареєстровано 12948 активних випадків хвороби.
21 вересня на Фіджі зареєстровано 118 нових випадків хвороби, загальна кількість випадків досягла 50198. 113 хворих одужали, загальна кількість одужань зросла до 36258. Повідомлено про одну смерть, кількість померлих зросла до 576. Зареєстровано 12948 активних випадків хвороби.
22 вересня на Фіджі зареєстровано 72 нових випадки хвороби, загальна кількість випадків досягла 50200. 32 хворих одужали, загальна кількість одужань зросла до 36290. Повідомлено про 3 смерті, загальна кількість померлих досягла 579. Зареєстровано 12982 активні випадки хвороби.
23 вересня на Фіджі зареєстровано 177 нових випадків хвороби, включаючи 2 випадки у прикордонній карантинній зоні, кількість активних випадків зменшилась до 12979. Також повідомлено про 4 смерті та 170 нових одужань.
24 вересня на Фіджі зареєстровано 93 нових випадки хвороби, у тому числі 6 на острові Кадаву та 42 на острові Бека. Померла 73-річна жінка, загальна кількість померлих досягла 584.
25 вересня на Фіджі зареєстровано 160 нових випадків хвороби, 84 нових одужання та 6 нових смертей. Зареєстровано 13067 активних випадків хвороби.
26 вересня на Фіджі зареєстровано 54 нових випадки хвороби, загальна кількість випадків зросла до 50685. Зареєстровано 99 нових одужання, нових смертей не було.
27 вересня за останню добу на острові Бека було зареєстровано 6 нових випадків хвороби. Всього на острові зареєстровано 248 випадків; 44 з них одужали, а 203 залишаються активними. Загалом у країні за добу виявлено 52 нових випадки хвороби, загальна кількість випадків досягла 50807. Повідомлено про 2 нові смерті.
28 вересня на Фіджі зареєстровано 65 нових випадків хвороби, загальна кількість випадків досягла 50872. Повідомлено про 29 нових смертей, кількість померлих зросла до 621. Зареєстровано 12869 активних випадків хвороби.
29 вересня на Фіджі було підтверджено 81 новий випадок хвороби та 57 нових одужань, кількість активних випадків зросла до 12881. Повідомлено про 3 смерті, кількість померлих зросла до 624. Ще 471 хворий помер від серйозних захворювань, не пов'язаних з COVID-19.
20 вересня на Фіджі зареєстровано 70 нових випадків хвороби, кількість активних випадків зменшилась до 12841. 83 хворі з COVID-19 були госпіталізовані. Всього в країні зареєстровано 51023 випадків хвороби.

### Жовтень 2021 року
1 жовтня на Фіджі зареєстровано 107 випадків хвороби, загальна кількість випадків зросла до 51130. Зареєстровано 68 одужань, кількість одужань зросла до 37148. Повідомлено про 14 смертей, кількість померлих зросла до 631. Зареєстровано 12859 активних випадків хвороби.
2 жовтня зареєстровано 38 нових випадків хвороби, і загальна кількість випадків з початку квітневого спалаху зросла до 51098. 20 хворих одужали, загальна кількість одужань досягла 37168. Повідомлено про одну смерть, кількість померлих зросла до 632.
3 жовтня в країні зареєстровано 34 нових випадки хвороби, загальна кількість випадків хвороби зросла до 51202. Повідомлено про 80 одужань, загальна кількість одужань зросла до 37248. Повідомлено про одну смерть, кількість померлих досягла 633. Загалом 493 пацієнти з COVID-19 померли від серйозних медичних ускладнень, які вони отримали до інфікування COVID-19. Зареєстровано 12828 активних випадків хвороби.
4 жовтня в медичній зоні Накула було зареєстровано 13 нових випадків хвороби. Із 168 випадків хвороби 50 одужали, а 118 випадків залишались активними. На острові Кадаву було зареєстровано 4 нових випадки хвороби, загальна кількість випадків на острові досягла 586. 556 хворих на острові одужали, а 30 перебували під спостереженням. У Суві зареєстровано одну смерть, кількість померлих у країні досягла 634. 3941 хворих одужали, загальна кількість одужань зросла до 41189. Зареєстровано 8898 активних випадків хвороби.
5 жовтня у лікарні країни госпіталізовано 7 хворих у критичному стані, внаслідок чого кількість хворих на COVID-19 у лікарнях досягла 74. 8 хворих знаходились у важкому стані. Станом на попередній день мобільні бригади охорони здоров'я обстежили 851800 осіб, і провели тестування 77390 осіб.
6 жовтня було повідомлено про 4 померлих, у тому числі 9-річну дитину. Перед цим також померли 10 хворих з COVID-19, але їх смерть була класифікована як не пов'язана з COVID-19. Повідомлено про 49 нових випадків хвороби та 62 нових одужання, кількість активних випадків становила 8871. Загальна кількість випадків, пов'язаних із спалахом у квітні, зросла до 51203.
7 жовтня постійний секретар міністерства охорони здоров'я доктор Джеймс Фонг підтвердив, що з наступного тижня всі оновлення Міністерства охорони здоров'я будуть надаватися лише по понеділках, середах та п'ятницях. Того ж дня було підтверджено 55 нових випадків хвороби та 8 смертей від COVID-19 за попередній день. Того ж дня було повідомлено про 58 нових випадків, в результаті чого загальна кількість випадків досягла 51 386. Повідомлялося про 24 одужання, в результаті чого загальна кількість одужань зросла до 47315. Повідомлено про 2 смерті, кількість померлих зросла до 249. Загалом 527 пацієнтів з COVID-19 померли від інших серйозних захворювань. По всій країні зареєстровано 2895 активних випадків хвороби.
8 жовтня в країні зареєстровано 40 нових випадків хвороби та 252 одужання, кількість активних випадків знизилась до 2676. Також повідомлено про 4 випадки смерті (одна датується червнем, а дві — липнем через затримку у видачі свідоцтв про смерть).
9 жовтня в країні зареєстровано 57 нових випадків хвороби, 49 хворих були госпіталізовані (3 у важкому стані та 3 у критичному). 48 хворих одужали за останню добу, кількість активних випадків хвороби зросла до 2685. Кількість померлих залишилась на рівні 653.
10 жовтня в країні зареєстровано 16 нових випадків хвороби, загальна кількість випадків, пов'язаних із квітневим спалахом, досягла 51429. Повідомлено про 62 нових одужання, кількість активних випадків зменшилась до 2636. Кількість померлих залишилась на рівні 653.
11 жовтня на Фіджі зареєстровано 36 нових випадків хвороби, загальна кількість випадків, пов'язаних із квітневим спалахом, досягла 51465.
12 жовтня на Фіджі зареєстровано 63 нові випадки хвороби. Наступного дня було зареєстровано 50 нових випадків. Повідомлено про 10 смертей, кількість померлих досягла 663.
16 жовтня в країні зареєстровано 53 нові випадки хвороби, кількість померлих залишалась на рівні 663.
19 жовтня в країні зареєстровано 22 нові випадки хвороби, кількість померлих залишалась на рівні 663. 38 хворих госпіталізовано, 2 з них у важкому стані, а ще один у критичному стані.
26 жовтня в країні зареєстровано 25 нових випадків хвороби, а з 19 жовтня загалом 39. Кількість померлих залишилась на рівні 663.
27 жовтня було зареєстровано 51 новий випадок хвороби, внаслідок чого загальна кількість випадків, пов'язаних із спалахом у квітні 2021 року, досягла 51958. Кількість померлих зросла до 673, а загальна кількість випадків COVID-19, які класифікуються як смертельні випадки, не пов'язані з COVID-19, досягла 560.
28 жовтня у Північному окрузі зареєстровано 13 нових випадків COVID-19.

### Листопад 2021 року
4 листопада влада Фіджі повідомила, що за останні 7 днів зареєстровано 33 нові випадки хвороби в Північному окрузі, 64 випадки в Центральному окрузі, 48 у Західному окрузі, та 2 у Східному окрузі. Кількість померлих досягла 674.
Станом на 5 листопада на Фіджі з квітня 2021 року зареєстровано 52176 випадків хвороби. 50054 хворих одужали, на той день у країні було 957 активних випадків хвороби. Кількість померлих залишалась на рівні 674.
9 листопада на Фіджі зареєстровано 51 новий випадок хвороби. Повідомлено про одну нову смерть, внаслідок чого кількість померлих досягла 675.
11 листопада в Західному окрузі було зареєстровано 4 смерті, внаслідок чого кількість померлих досягла 679.
16 листопада за останні 3 дні зареєстровано 32 нових випадки хвороби. За цей час зареєстровано 14 нових смертей, кількість померлих досягла 694.
20 листопада стало відомо, що від COVID-19 померла тримісячна дитина, внаслідок чого кількість померлих досягла 65. За останні 2 дні було зареєстровано 15 нових випадків хвороби.
Станом на 23 листопада протягом вихідних було зареєстровано 15 нових випадків хвороби.
Станом на 27 листопада за попередні два дні було зареєстровано 20 нових випадків хвороби. Повідомлено про одну нову смерть, внаслідок чого кількість померлих досягла 696.
30 листопада повідомлено, що за попередні два дні було зареєстровано 12 нових випадків хвороби. Кількість померлих залишилася на рівні 696, тоді як загальна кількість хворих на COVID-19, які померли з інших причин, залишилася на рівні 604.

### Грудень 2021 року
7 грудня на Фіджі підтвердили перші 2 випадки інфікування омікрон-варіантом SARS-CoV-2. Двоє хворих повернулися з африканської країни, та пройшли карантин у прикордонному карантинному закладі. Крім того, за останні 3 дні зафіксовано 19 нових випадків хвороби.
9 грудня повідомлено, що за останні два дні було зареєстровано 5 нових випадків хвороби.
11 грудня повідомлено, що за останні два дні було зареєстровано 10 нових випадків. Кількість померлих становила 697.
14 грудня за останні три дні зареєстровано 16 нових випадків хвороби.
21 грудня виявлено позитивний тест на COVID-19 у 6 прибулих до країни. Повідомлено також про 28 нових випадків серед постійних мешканців Фіджі.
23 грудня на Фіджі зареєстровано 53 нові випадки хвороби. Кількість померлих залишилась на рівні 697. Того ж дня у Північному окрузі зареєстровано 29 випадків за допомогою тесту полімеразної ланцюгової реакції зі зворотною транскрипцією, а 74 нових випадки були діагностовані за допомогою експрес-діагностичного тесту.
25 грудня на Фіджі зареєстровано 109 нових випадків хвороби.
27 грудня у Північному окрузі було підтверджено 145 нових випадків хвороби.
28 грудня 4 нових випадки хвороби виявились пов'язаними з різдвяною вечіркою в ресторані в Суві.
29 грудня постійний заступник міністра охорони здоров'я доктор Фонг підтвердив значний спалах хвороби в Північному окрузі. Це повідомлення з'явилося після того, як у 70 % осіб, які звернулися у клініку в місті Лабаса для здачі ПЛР-тестів, підтверджено позитивний результат тестування на COVID-19.
30 грудня повідомлено, що за попередні два дні було зареєстровано 309 нових випадків хвороби. Повідомлено про одну нову смерть, внаслідок чого кількість померлих досягла 698. Крім того, повідомлено про загалом 696 випадків хворих на COVID-19, які померли від інших захворювань. Того ж дня доктор Фонг вказав, що новий сплеск випадків захворювання є початком третьої хвилі COVID-19 на Фіджі.

### Січень 2022 року
2 січня за останні три дні було зареєстровано 805 нових випадків; з них 316 випадки 30 грудня, 223 випадки 31 грудня, і 266 випадків 1 січня.
4 січня за останні два дні було зареєстровано 580 нових випадків хвороби. Повідомлено про 2 смерті, внаслідок чого кількість померлих досягла 702. Того ж дня Фіджі підтвердила, що омікрон-варіант SARS-CoV-2 вже присутній в країні, що встановлено за допомогою секвенування міністерством охорони здоров'я та Інститутом Доерті в Мельбурні.
5 січня в 54 членів екіпажу судна «Goundar Shipping Limited» підтверджено позитивний результат тестування на COVID-19.
6 січня на Фіджі зареєстровано 596 нових випадків за попередні два дні. Повідомлено про 2 смерті, внаслідок чого кількість померлих досягла 704.
9 січня на Фіджі зареєстровано 1280 нових випадків та 5 нових смертей за попередні три дні.
11 січня на Фіджі за попередні два дні зареєстровано 461 новий випадок хвороби і 5 нових смертей.
13 січня на Фіджі за попередні два дні зареєстровано 417 нових випадків хвороби та 7 смертей.
14 січня постійний заступник міністра охорони здоров'я доктор Фонг підтвердив, що були госпіталізовані 205 хворих COVID-19. Низький рівень госпіталізації він пояснив високим рівнем вакцинації в країні.
16 січня на Фіджі за останні три дні зареєстровано 733 нових випадки хвороби. Також повідомлено про 9 смертей; з яких 4 були невакцинованими і 5 були вакцинованими.
18 січня на Фіджі за останні три дні зареєстровано 329 нових випадків хвороби та 16 смертей. На цей день у країні загалом зареєстровано 3116 активних випадків, а загальна кількість одужань досягла 55236.
До 19 січня доктор Фонг повідомив, що загальна кількість померлих з моменту початку третьої хвилі пандемії COVID-19 на Фіджі в середині грудня 2021 року досягла 52 хворих. Того ж дня на Фіджі госпіталізовано 240 хворих COVID-19, у тому числі 117 у Центральному окрузі.
20 січня на Фіджі за останні два дні зареєстровано 659 нових випадків хвороби, при цьому найбільшу кількість випадків зареєстровано в Центральному окрузі.
22 січня на Фіджі за останні два дні зареєстровано 349 нових випадків хвороби та 16 смертей.
25 січня на Фіджі за останні два дні зареєстровано 987 нових випадків хвороби та 11 смертей. Серед померлих — чотиримісячна дитина та 15-річний хлопчик.
27 січня на Фіджі зареєстровано за останні два дні 223 нові випадки хвороби та 13 смертей. Серед померлих — десятиденне немовля, 8-річний і 13-річний хлопчики.
29 січня на Фіджі за останні два дні зареєстровано 146 нових випадків хвороби та 7 смертей.

### Лютий 2022 року
1 лютого за останні три дні на Фіджі зареєстровано 460 нових випадків хвороби. Крім того, було зареєстровано 3 випадки смерті, внаслідок чого кількість померлих досягла 801.
3 лютого на Фіджі за останні два дні зареєстровано 95 нових випадків хвороби. Зареєстровано також 8 смертей, внаслідок чого кількість померлих досягла 809.
5 лютого на Фіджі зареєстровано 123 нових випадки хвороби за останні 2 дні. Повідомлено про 2 померлих, у тому числі двомісячної дитини та 70-річного чоловіка.
8 лютого на Фіджі повідомили про 75 нових випадків хвороби і 2 смерті.
10 лютого на Фіджі повідомили про 3 смерті, внаслідок чого кількість померлих досягла 816. Також було зареєстровано 36 нових випадків хвороби.
19 лютого на Фіджі повідомили про 57 нових випадків хвороби та одну смерть за останні два дні.
22 лютого на Фіджі повідомили про 26 нових випадків хвороби і 2 смерті за останні два дні.
23 лютого фіджійські органи охорони здоров'я повідомили про один випадок варіанту Омікрон при перетині кордону країни.
24 лютого за останні дві доби зареєстровано 35 нових випадків хвороби.
25 лютого на Фіджі повідомили про один випадок субваріанту BA.2 варіанту Омікрон при перетину кордону.

### Березень 2022 року
3 березня було зареєстровано 62 нових випадки та 256 активних випадків хвороби, а кількість смертей зросла до 834.
17 березня за останні 2 доби зафіксовано 13 нових випадків хвороби.
19 березня за останні 2 доби зафіксовано 6 нових випадків хвороби.
22 березня за останні 3 дні зареєстровано 18 випадків хвороби.
24 березня за останні 3 дні зареєстровано 13 випадків хвороби.
29 березня було зареєстровано 18 випадків хвороби.
Станом на 31 березня на Фіджі було зареєстровано 64334 випадки хвороби з квітня 2021 року. 62600 осіб одужали, а кількість смертей залишилася на рівні 834.

### Квітень 2022 року
2 квітня за останні 2 доби зареєстровано 10 випадків хвороби. Постійний секретар міністерства охорони здоров'я д-р Фонг зазначив, що спостерігалося зниження тяжких випадків госпіталізації, тоді як кількість хворих із COVID-19, які були госпіталізовані, була низькою.

## Заходи уряду

### Грудень 2020 року
22 грудня оперативна група зі зменшення ризику поширення COVID-19 повідомила, що всі пасажирські рейси на Фіджі, які мали прибути до країни з 24 по 28 грудня, скасовано. Цей захід запроваджено у зв'язку з виявленням нового варіанту коронавірусу, названого британським штамом, у Великобританії, який виявився більш заразним, ніж попередні варіанти. Міністерство охорони здоров'я цим заходом використало цей період часу, щоб детально проаналізувати карантинні заходи на кордоні.

### Квітень 2021 року
19 квітня два великих міста Фіджі, Лаутока та Наді, закрили на карантин після того, як у країні зареєстрували першу місцеву передачу вірусу за 12 місяців. Цим випадком місцевого інфікування стала 53-річна жінка, яка контактувала з хворим на керованій ізоляції. Її родичів помістили на карантин. Школи по всій країні були закриті терміном на 3 тижні.
У зв'язку з виявленням 4 випадків місцевої передачі вірусу, зареєстрованих 25 квітня, уряд встановив у Суві, Наусорі та Ламі обмеження пересування жителів терміном на 2 тижні.
30 квітня уряд Фіджі повідомив, що міста Сува і Наусорі закриються на карантин на 2 дні, щоб прискорити роботу з відстеження контактів.

### Травень 2021 року
6 травня уряд Фіджі створив групу екстреної медичної допомоги Фіджі, та відправив своє медичне судно «MV Veivueti» до Лаутоки.
У зв'язку із зростання кількості випадків хвороби 12 травня уряд повідомив про запровадження карантину в Суві та Наусорі з 14 по 18 травня. 13 травня карантин було продовжено до 19 травня у зв'язку зі стрімким збільшенням числа осіб, які контактували з хворими на COVID-19.

### Липень 2021 року
У зв'язку із зростанням кількості випадків хвороби в країні 6 липня поліція Фіджі оголосила, що поліцейські будуть заарештовувати осіб, які не носять маски в громадських місцях у карантинних зонах.
8 липня прем'єр-міністр країни Франк Баїнімарама у відеозверненні до нації заявив, що вакцинація проти COVID-19 буде обов'язковою для роботи як у приватному, так і в державному секторах, додавши, що «Фіджі зараз є однією з кількох країн, які прийняли рішення не допускати до роботи осіб без вакцинації. Невакцинованих державних службовців звільнять, якщо вони відмовляться від щеплення проти COVID-19.
16 липня уряд виділив понад 400 мільйонів доларів Міністерству охорони здоров'я та медичних послуг з бюджету на 2021—2022 роки, до якого включені 25 мільйонів доларів, повністю спрямованих на протидію COVID-19. Уряд також розробив паспорти вакцинації, які є цифровим сертифікатом вакцинації, який використовується для внутрішніх або міжнародних поїздок.
25 липня міністерство охорони здоров'я та медичних послуг запровадило комендантську годину в Західному окрузі з 18:00 до 4:00, яка розпочала діяти з 26 липня, у зв'язку з різким зростанням кількості випадків COVID-19.

### Серпень 2021 року
У зв'язку з виявленням нового випадку хвороби в Набувалу на острові Вануа-Леву 14 серпня міністерство охорони здоров'я ініціювало встановлення зони обмеження пересування на 14 днів. Пізніше, 18 серпня поліція закрила селище і створила навколо нього карантинну зону. 19 серпня виявлено перший випадок хвороби на острові Кадаву, внаслідок чого 7 сіл закрито на карантин та створено карантинну зону на 14 днів.
На острові Кадаву запроваджено стан підвищеної небезпеки, і жителів острова закликали дотримуватися карантинних заходів щодо COVID-19. Міністерство охорони здоров'я запровадило нові протоколи дій з надання медичної допомоги, та закликало моряків з островів країни не виходити в рейс без дозволу. Запроваджено виплату державної допомоги, яка включає харчові пайки та допомогу по безробіттю в розмірі 360 доларів США на кожні 3 місяці, яку будуть виплачувати до закінчення епідемії COVID-19.
До 22 серпня 40 % цільового населення були повністю вакциновані, що дало змогу уряд зменшити період комендантської години на годину з новим часом її дії з 19:00 до 4:00. Село Набукалеву-І-Ра 23 серпня закрито на карантин.
26 серпня заборонені поїздки на острів Коро. Наступного дня в місті Лабаса запроваджена зона обмеженого пересування з новим часом комендантської години з 20:00 до 4:00 ранку. Група екстреної допомоги щодо COVID-19 була направлена до Кадаву, а на острові Сомосомо після підтвердження першого випадку хвороби 23 серпня був запроваджений режим підвищеної епідемічної небезпеки.
27 серпня в місті Лабаса запроваджено локдаун для сповільнення поширення хвороби в місті.

### Вересень 2021 року
4 вересня уряд Фіджі повідомив, що буде дозволений в'їзд до країни лише повністю вакцинованим особам, а відкриття кордонів країни заплановано на листопад 2021 року. Винятком з цього правила буде лише в'їзд за умови нагальної необхідності. Комендантську годину було відновлено з новим часом дії з 20:00 до 4:00 ранку, оскільки більше 50 % цільового населення були повністю вакциновані.
8 вересня у селі Якета на острові Ясаві було запроваджено стан підвищеної епідеміологічної небезпеки після того, як у хворого, який помер тиждень тому, підтверджено позитивний результат тесту на COVID-19. Одночасно активні випадки в Лабасі на острові Вануа-Леву залишалися під ретельним спостереженням.
12 вересня виявлено перший випадок хвороби на острові Бека. Міністерство охорони здоров'я країни направило на острів групу екстреної допомоги щодо COVID-19.
17 вересня на Фіджі перевищили 60 % поріг повністю вакцинованих осіб. Після цього комендантську годину було зменшено на годину, а новий час комендантської години встановлений з 9:00 вечора до 4:00 ранку. Карантинні пости на острові Віті-Леву також були скасовані, що означало дозвіл на безперешкодне пересування по головному острову країни.
29 вересня встановлено новий час комендантської години з 22:00 до 4:00 внаслідок того, що країна перевищила 70 % поріг повністю вакцинованих осіб.

### Жовтень 2021 року
10 жовтня генеральний директор міністерства охорони здоров'я Джеймс Фонг підтвердив, що міністерство відтепер буде відстежувати лише місцеву передачу COVID-19, і втручатися, коли показники захворювання перевищують допустимі рівні. Того ж дня прем'єр-міністр країни повідомив, що з 1 листопада відновляться заняття для учнів 12 та 13 класів у зв'язку з початком вакцинації дітей 15-17 років. Крім того, зменшений час комендантської години та зменшено обмеження на громадські заходи, включаючи похорони, дні народження та весілля.
10 жовтня прем'єр-міністр країни також повідомив, що з 11 листопада карантинні обмеження можуть бути послаблені для деяких країн-партнерів, включаючи Нову Зеландію, Австралію, США, Велику Британію, Об'єднані Арабські Емірати, Канаду, Катар, Німеччину, Іспанію, Францію, Південну Корею, Сінгапур, Швейцарію, Японію та більшість тихоокеанських острівних країн і територій. Того ж дня прем'єр-міністр повідомив, що повністю вакциновані фіджійці можуть приїздити на Вануа-Леву морським або повітряним транспортом, або іншими транспортними засобами, які відповідають карантинним щодо вимогам COVID-19, зокрема „Fiji Link“.

### Листопад 2021 року
1 листопада у школах після шести з половиною місяців перерви відновились заняття для учнів 12 та 13 класів відповідно до карантинних протоколів щодо COVID-19.
До 5 листопада повний рівень вакцинації від COVID-19 на Фіджі досяг 88,3 % (546105 осіб), тоді як 96,7 % дорослих (597991 особа) отримали першу дозу вакцини. 8 листопада міністерство охорони здоров'я країни направило медичних працівників у села та громади з низьким рівнем вакцинації для підвищення рівня охоплення щепленнями.
8 листопада постійний секретар міністерства охорони здоров'я доктор Джеймс Фонг підтвердив, що бустерні щеплення першими будуть проведенні особам. що беруть безпосередню участь у боротьбі з поширенням хвороби, та особам із хронічними хворобами, які першими отримали вакцинацію від COVID-19.
19 листопада загальнодержавну комендантську годину в країні було зменшено на одну годину з 23:00 до 24:00 після того, як на Фіджі досягнуто 90 % рівня повної вакцинації.
24 листопада постійний секретар міністерства охорони здоров'я Фіджі доктор Фонг підтвердив, що туристам, які в'їжджають до країни, не доведеться знаходитись у карантині. Туристи повинні будуть зупинятися в готелях і закладах відпочинку, сертифікованих „CareFiji Commitment“, але зможуть безкоштовно пересуватись по території Фіджі.

### Грудень 2021 року
14 грудня постійний заступник міністра охорони здоров'я доктор Фонг заявив, що міністерство охорони здоров'я стурбовано дезінформацією про Омікрон-варіант SARS-CoV-2 на платформах соціальних мереж. Фіджі повідомило про перші 2 випадки захворювання на варіант Омікрон 7 грудня в осіб, що повернулись з Африки.
21 грудня комісар поліції бригадний генерал Сітівені Кіліхо підтвердив, що комендантська година зберігається з 12 ночі до 4 ранку; та спростував чутки у соцмережах про те, що уряд планує скасувати комендантську годину.
29 грудня доктор Фонг підтвердив, що міністерство охорони здоров'я готується до ймовірного зростання кількості випадків COVID-19 з місцевою передачею вірусу під час різдвяних свят. Доктор Фонг вказав, що уряд Фіджі може відновити попередню комендантську годину, обмеження на зібрання, та розширити заходи щодо обов'язкового використання масок, щоб боротися зі зростанням кількості випадків хвороби. Того ж дня доктор Фонг повідомив, що з 1 січня 2022 року всім особам, які прибувають до країни, доведеться пред'явити негативний ПЛР-тест на коронавірус, зроблений не більш ніж за два дні до поїздки.
30 грудня доктор Фонг назвав новий сплеск випадків початком третьої хвилі COVID-19 на Фіджі. Того ж дня міністерство охорони здоров'я призупинило всі відпустки для медичного персоналу Північного округу країни. Крім того, міністерство охорони здоров'я ввело нові обмеження на поїздки між островами та морське транспортне сполучення, а доктор Фонг закликав громадян призупинити поїздки морським транспортом.

### Січень 2022 року
2 січня постійний секретар міністерства охорони здоров'я доктор Фонг підтвердив, що уряд уникатиме „загальних“ заходів, таких як карантин, для боротьби з третьою хвилею COVID-19. Оскільки карантинні заходи негативно вплинули на суспільство, урядовець заявив, що уряд буде вживати „індивідуальних заходів безпеки від COVID-19“, зокрема як вакцинація, масковий режим, фізичне дистанціювання, уникнення скупчення людей і гігієна рук. Того ж дня генерал-майор Ро Джон Калунівай підтвердив, що збройні сили Республіки Фіджі продовжуватимуть підтримувати зусилля міністерства охорони здоров'я у боротьбі з COVID-19.
4 січня міністерство охорони здоров'я Фіджі переглянуло вимоги щодо карантину та ізоляції. Медичні працівники з позитивним тестом на COVID-19 повинні будуть знаходитись на самоізоляції вдома протягом 7 днів, і за відсутності симптомів хвороби на шостий та сьомий дні перед поновленням роботи пройти швидкий діагностичний тест на коронавірус, який має бути негативним. Вони також повинні будуть носити маски протягом решти 3 днів десятиденної ізоляції.
5 січня міністр охорони здоров'я Іфереїмі Вакаїнабете повідомив, що всі особи, які мають намір приїхати до Східного округу, повинні мати на руках негативний тест на COVID-19 за 4 дні до поїздки.
9 січня міністр торгівлі та комерції Файяз Коя оголосив, що з 10 січня неофіційні зібрання в будинках, закладах і громадських приміщеннях будуть обмежені до 20 осіб. Того ж дня міністерство комерції, торгівлі, туризму та транспорту запровадило ряд нових штрафів у з поширенням поширення варіанту Омікрон по всій країні. Зокрема, запроваджено штраф у розмірі 250 доларів за відсутність масок для обличчя, а також штрафи для закладів, які не ведуть облік або не мають QR-кодів для сканування.
19 січня доктор Фонг заявив, що недотримання заходів запобігання поширення COVID-19 у населених пунктах, та недбалість щодо дотримання обмежень для громадських заходів сприяли сплеску випадків COVID-19 у всій країні.

### Лютий 2022 року
7 лютого міністр економіки Аяз Саєд-Хаюм підтвердив, що ПЛР-тест більше не буде потрібно для в'їзду на Фіджі. Крім того, особи віком від 12 років, які прибувають на Фіджі з країни прибуття, можуть надати негативний експрес-тест на антиген протягом 24 годин після запланованого відправлення рейсу.
12 лютого міністр охорони здоров'я Іфереїмі Вакайнабете підтвердив, що невакцинованим особам все ще заборонено відвідувати деякі громадські місця, включаючи місця відправлення культу, спортивні об'єкти та заклади високого ризику.
22 лютого постійний секретар міністерства охорони здоров'я д-р Фонг повідомив, що обов'язкова наявність масок буде продовжена через пандемію COVID-19. Він додав, що людям вкрай важливо носити маски в місцях з високим рівнем передачі або якщо у них ослаблений імунітет.

## Міжнародна допомога

### Міжурядові та міжнародні організації
Всесвітня організація охорони здоров'я прислала на Фіджі епідеміолога в розпорядження міністерства охорони здоров'я, та надала предмети медичного призначення, зокрема 888500 хірургічних масок, 53400 масок N95, 29200 щитків, 2000 захисних окулярів, 4000 ізолюючих халатів, і 26750 картриджів для тестування на коронавірус. Регіональний директор ВООЗ для країн західної частини Тихого океану доктор Такеші Касаї оцінив заходи з боротьби з поширенням коронавірусної хвороби на Фіджі наступними словами „200 днів без випадків місцевої передачі COVID-19 є величезним досягненням“.
Світовий банк надав кошти в розмірі 7,4 мільйона доларів США (16 мільйонів фіджійських доларів) для зміцнення системи охорони здоров'я Фіджі. Банк також надав додаткові засоби індивідуального захисту, обладнання для відділення інтенсивної терапії та апарати штучної вентиляції легень, а також встановив медичні сміттєспалювальні машини, які обслуговуватимуть 3 окружні лікарні. Директор Світового банку в Папуа Новій Гвінеї та тихоокеанських островах Мішель Керф високо оцінив заходи боротьби з поширенням хвороби на Фіджі, сказавши: „Швидка і комплексна відповідь Фіджі на загрозу, яку представляє COVID-19, стала досягненням, яке заслужено визнано у всьому світі“.
Європейський Союз вирішив зосередитися на наданні фінансової допомоги Фіджі для боротьби з поширенням хвороби, надавши 50 мільйонів доларів на підтримку урядової програми боротьби з поширенням COVID-19.

### Суверенні держави
Австралія надала уряду Фіджі 15,4 мільйона доларів бюджетної підтримки. Верховний комісар Австралії на Фіджі Джон Фікс високо оцінив роботу міністерства охорони здоров'я країни у боротьбі з пандемією. У зв'язку із зростанням кількості випадків хвороби на Фіджі в червні 2021 року Австралія та Нова Зеландія направили на допомогу Фіджі об'єднану команду медичних спеціалістів.
Китай пожертвував Фіджі медичні товари на суму понад 200 тисяч доларів. Президент Асоціації дружби Фіджі—Китай Фанг Фанг Джамнадас повідомив, що більшість медичних товарів надано урядом Китаю та різними приватними китайськими підприємствами. У жовтні 2021 року Китайська асоціація медсестер передала медичні засоби та засоби індивідуального захисту Асоціації медсестер Фіджі в рамках ініціативи „Один пояс, один шлях“.
Японія надала екстрену позику Фіджі в розмірі 200 мільйонів доларів. Ці гроші спрямовані на зміцнення охорони здоров'я та покращення медичних послуг у країні.
Нова Зеландія надала Фіджі 1,5 мільйона доларів готівкою. Посол Нової Зеландії на Фіджі Джонатан Керр додав, що ці гроші будуть спрямовані на підприємства країни. Наприкінці квітня 2021 року заступник міністра охорони здоров'я Нової Зеландії Вільям Сіо підтвердив, що Нова Зеландія передасть 250 тисяч доз вакцини AstraZeneca проти COVID-19 у зв'язку зі сплеском випадків коронавірусної хвороби на Фіджі. Нова Зеландія разом з Австралією у червні 2021 року прислали об'єднану команду медичних спеціалістів. 11 серпня уряд Нової Зеландії визнав Фіджі країною „дуже високого ризику“ у зв'язку із зростанням кількості випадків хвороби, обмеживши поїздки для громадян Нової Зеландії, членів їх сімей і дітей, а також батьків дітей-утриманців, які є громадянами Нової Зеландії. 24 листопада Нова Зеландія вилучила Фіджі зі своєї категорії країн дуже високого ризику, дозволивши з початку грудня 2021 року особам з Фіджі прибувати в Нову Зеландію на тих самих підставах, як і прибулим з інших країн.

## Вплив епідемії

### Економіка
Після виявлення першого випадку коронавірусної хвороби на Фіджі у супермаркетах в Суві, Лаутоці та Лабасі спостерігався сплеск панічних покупок. 18 березня Резервний банк Фіджі знизив свою ставку овернайт, і зробив припущення, що економіка країни впаде в рецесію після десятиліть економічного зростання. Очікувалося, що ВВП країни в 2020 році різко скоротиться, а економіка, за прогнозами, скоротиться у тому ж році на 21,7 % через погіршення роботи туристичної галузі. Річна інфляція в травні залишалася на від'ємному рівні (-1,7 %) і, за прогнозами, до кінця року мала підвищитися до 1,0 %.
Авіакомпанія „Fiji Airways“ призупинила всі рейси до Сінгапуру та Гонконгу після того, як у цих країнах ввели прикордонні обмеження.
У квітні 2020 року спілка будівельних організацій країни повідомила, що підприємства галузі вже відчувають спад, який впливає на будівельні проекти через обмеження постачання сировини. 2 серпня 2020 року Міжнародна організація праці підрахувала, що 115 тисяч працюючих фіджійців постраждали внаслідок пандемії COVID-19, додавши, що найбільш постраждали туризм, роздрібна торгівля та виробництво.
У групі Facebook під назвою „Barter for a better Fiji“ стали популярними бартерні угоди у зв'язку з тим, що у фіджійців набула популярності безготівкова торгівля. Американська телекомпанія CBS відклала вихід своїх реаліті-шоу „Острів кохання“ і „Survivor“ на Фіджі, а зйомки серіалу „Острів любові“ на його другий сезон пізніше перенесла до Лас-Вегаса, а вихід сорок першого сезону реаліті-шоу „Survivor“ перенесено на 2021 рік.
10 жовтня 2020 року Міжнародна організація праці та Азійський банк розвитку опублікували доповідь, в якій зазначено, що рівень безробіття серед молоді на Фіджі зросте до 18 %. Звіт, опублікований Статистичним бюро Фіджі, показує, що у вересні 2020 року Фіджі відвідало 1000 туристів у порівнянні з 81354 туристами у вересні попереднього року. Також повідомлялося, що понад 500 жителів Фіджі залишили країну для пошуку роботи на короткий термін.
| Зміст                                                                        | Зміни   |
| ---------------------------------------------------------------------------- | ------- |
| Кредитування приватних осіб                                                  | ▼51,4 % |
| ПДВ                                                                          | ▼38,6 % |
| Банківський кредит                                                           | ▼28 %   |
| Інвестиції в будівництво і розвиток                                          | ▼24 %   |
| Стан кредитування оптового, роздрібного, готельного та ресторанного секторів | ▼21 %   |
| Інвестиції в нерухомість                                                     | ▼21 %   |

### Суспільство
5 лютого 2020 року фіджійське новинне агентство повідомило, що місцевого китайця на автобусній станції публічно ображав чоловік, який стверджував, що потерпілий хворий на COVID-19. 3 березня 24-річний чоловік збрехав медсестрі та лікарю про наявність COVID-19, додавши, що він повернувся з Японії, де він не носив маску. Його взяли під варту та провели розслідування, в ході якого влада дізналася, що він насправді нікуди не виїздив з країни. 22 жовтня його засудили до 6 місяців позбавлення волі.
Опозиційний депутат фіджійського парламенту Мітіелі Буланаука заявив, що COVID-19 розповсюджується злими духами, щоб допомогти Китаю, і китайці відповідальні за кризу, в яку увійшла Фіджі, й у цьому їм допомагають сатанинські сили. Буланаука також стверджував, що Всесвітня організація охорони здоров'я стала на бік Китаю у звинуваченнях з боку інших країн щодо його боротьби зі спалахом COVID-19. Посольство Китаю на Фіджі засудило заяви, зроблені фіджійським депутатом, та розцінило їх як те, що він шокований і розчарований перебігом пандемії, й заяви Буланаука не є його власною думкою, а були взяті з підроблених сторінок в соціальних мережах.
Протягом епідемії Жіночий кризовий центр Фіджі зареєстрував збільшення числа випадків насильства в сім'ї протягом періоду локдауну на основі збільшення дзвінків на національну гарячу лінію з питань насильства в сім'ї, на яку надійшло більше 500 дзвінків у квітні 2020 року. Окрім цього, міністерство у справах жінок, дітей і боротьби з бідністю зареєструвало понад 1000 випадків нападів на жінок. Пандемія також вплинула на забезпечення ліками хворих на рак, медичні центри та лікарні країни. Міжнародна організація праці також відзначила зростання використання дитячої праці в країні на тлі пандемії.
6 грудня 2020 року, після того, як у двох моряків з вантажного судна підтверджено позитивний результат тестування на COVID-19, у соціальних мережах з'явились непідтверджені повідомлення, що в Суві буде карантин, у тому числі в казармах королеви Єлизавети. Міністерство охорони здоров'я спростувало ці заяви, проте в казармах застосовувалися суворі карантинні заходи щодо COVID-19 для запобігання місцевої передачі вірусу.
Під час пандемії COVID-19 академік Тарісі Вуніділо створив соціальні платформи в Інтернеті „Talanoa with Dr T“ для забезпечення зв'язку між учнями початкових шкіл Фіджі та їх наставниками.
Влада Фіджі виключила запровадження карантину після спалаху COVID-19 у 2021 році, стверджуючи, що громадськість не підкориться. Журналістка каналу»1 News" Барбара Дрівер назвала рішення уряду дивним, оскільки влада запроваджувала карантин після попередніх переворотів на Фіджі. Були також повідомлення про те, що люди не дотримуються правил соціального дистанціювання та влаштовують вечірки з кавою.
У середині січня 2022 року постійний секретар міністерства охорони здоров'я д-р Фонг висловив занепокоєння щодо впливу COVID-19 і необхідності підтримувати режим надзвичайної ситуації на психічне здоров'я та благополуччя медичних працівників; посилаючись на звіт Всесвітньої організації охорони здоров'я, згідно з яким кожен четвертий медичний працівник у всьому світі мав проблеми з психічним здоров'ям внаслідок пандемії COVID-19.
На початку лютого 2022 року агентство «FBC News» повідомило, що учні та вчителі кількох шкіл нехтують вимогами щодо носіння масок. У відповідь міністр освіти Преміла Кумар висловила розчарування порушенням вимог щодо носіння масок і підтвердила, що працює з окружними та районними відділами, щоб вирішити цю проблему.

## Вакцинація
11 лютого 2021 року Фіджі схвалила застосування вакцини Oxford–AstraZeneca проти COVID-19 для національної програми вакцинації проти COVID-19. 7 березня Фіджі отримала перші партії вакцини AstraZeneca. 9 липня Фіджі схвалила використання вакцини Moderna проти COVID-19 для осіб віком від 18 років, а також для вагітних жінок. 10 вересня міністерство охорони здоров'я підтвердило, що планує вакцинувати молодь у віці від 12 до 17 років вакцинами від COVID-19 «Moderna» та «Pfizer BioNTech». Проте вакцинація обов'язкова лише для дорослого населення. Станом на 10 жовтня 2021 року 594872 фіджійців (96,2 % цільової популяції з 618173 осіб) отримали першу дозу вакцини «AstraZeneca», а 496091 особа була повністю вакцинована (дві дози). Серед підлітків віком від 15 до 17 років понад 25 тисяч осіб отримали першу дозу вакцини.